# Ferenc Pataki
Ferenc Pataki (ur. 18 września 1917 w Budapeszcie, zm. 25 kwietnia 1988 tamże) – węgierski gimnastyk, medalista olimpijski z Londynu i uczestnik Letnich Igrzysk Olimpijskich 1952.